# Посёлок Льнозавода (Руднянский район)
Посёлок Льнозавода — посёлок в Руднянском районе Смоленской области России. Входит в состав Понизовского сельского поселения. Население — 58 жителей (2007 год). 
Расположен в западной части области в 35 км к северу от Рудни, в 21 км западнее автодороги Р133 Смоленск — Невель. В 36 км южнее посёлка расположена железнодорожная станция Рудня на линии Смоленск — Витебск. 

## История
В годы Великой Отечественной войны посёлок был оккупирован гитлеровскими войсками в июле 1941 года, освобождён в октябре 1943 года.